# ريونانسا
بلدية ريونانسا (بالإسبانية: Rionansa)‏، هي إحدى بلديات منطقة كانتابريا, المصنفة على أنها مقاطعة أيضاً، في شمال إسبانيا.
يبلغ عدد سكانها 1.341 نسمة وفقاً لإحصائية سنة (2002).